# Igor Bareš
Igor Bareš (* 15. dubna 1966, Olomouc) je český divadelní, filmový a dabingový herec, člen souboru Divadla na Vinohradech.

## Život
Po maturitě na střední zemědělské škole studoval činoherní herectví na Janáčkově akademii múzických umění v Brně. Během studia herectví hostoval v Divadle bratří Mrštíků, kde také po absolutoriu školy v roce 1989 získal své první angažmá. O dva roky později přešel do činohry Mahenova divadla a stal se tak v letech 1991–2002 členem Národního divadla v Brně. Od roku 2002 byl ve svobodném povolání, v roce 2005 se stal členem činohry Národního divadla. Stálé angažmá v Národním divadle mu bylo ukončeno 31. 7. 2016. Stále však v ND hostuje, a to ve Stavovském divadle v komedii Audience u královny. Od roku 2015 je v angažmá Divadla na Vinohradech.
V roce 1997 byl nominován na Cenu Thálie za roli Raskolnikova v inscenaci Zločin a trest a za roli Hamleta na Cenu Alfréda Radoka.
Kromě své práce v divadle účinkuje také v rozhlase a působí i v dabingu.

## Divadelní role (výběr)

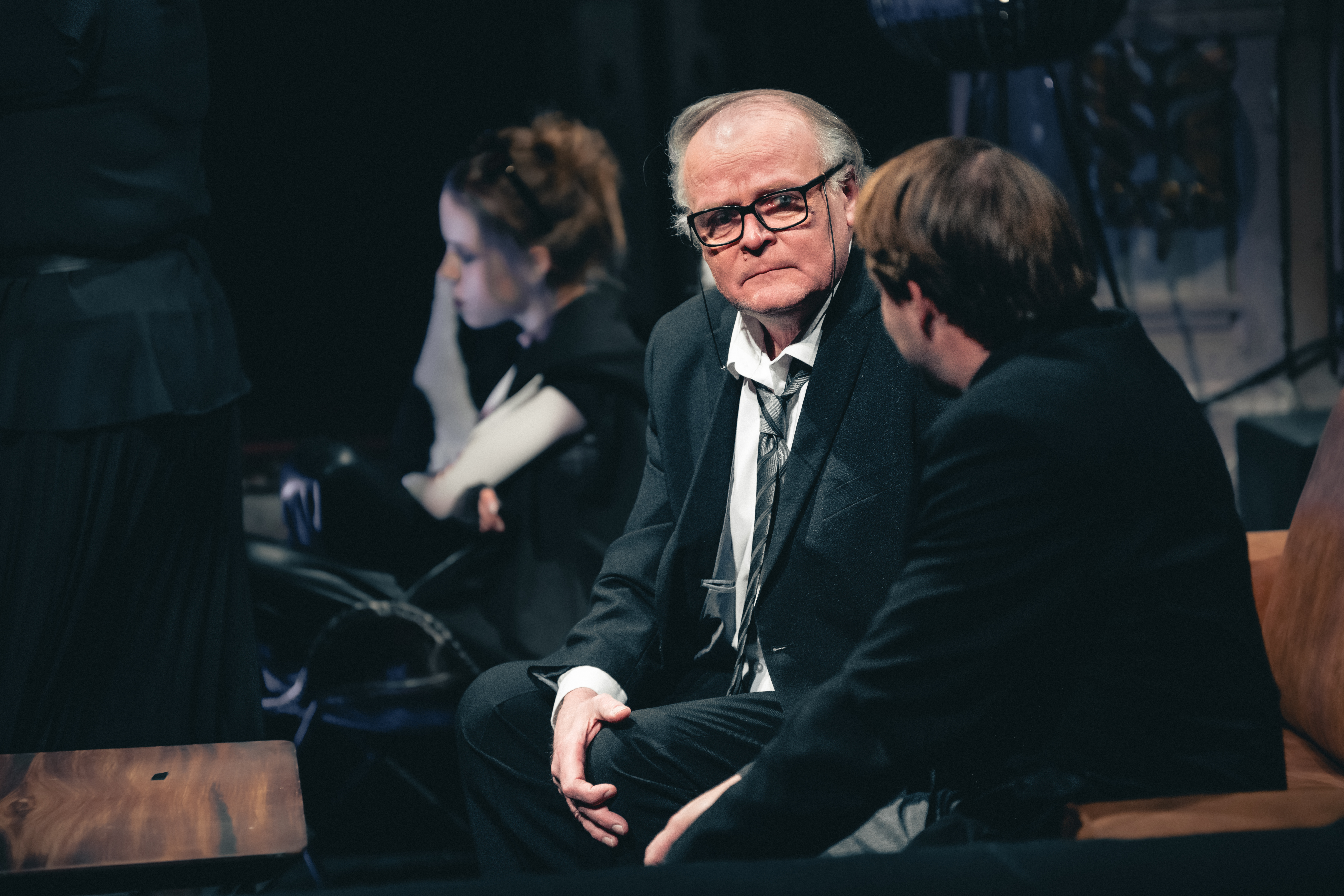
V roli Charlieho Aikena, Srpen v zemi indiánů, Divadlo na Vinohradech, foto Petr Chodura

### Divadlo na Vinohradech

#### Velká scéna
- 2015 William Shakespeare: Romeo a Julie, režie: Juraj Deák, premiéra: 12. prosince 2015, role: Otec Lorenzo
- 2016 Henrik Ibsen: Nepřítel lidu, režie: Juraj Deák, premiéra: 19. února 2016, role: Tomáš Stockmann
- 2016 Maxim Gorkij: Sluníčkáři (Děti slunce), režie: Juraj Deák, premiéra: 16. prosince 2016, role: Pavel Protasov
- 2017 František Langer: Periferie, režie: Martin Huba, premiéra: 26. května 2017, role: Soudce
- 2017 Arthur Miller: Čarodějky ze Salemu, režie: Juraj Deák, premiéra: 20. prosince 2017, role: Místoguvernér Danforth
- 2018 Josef Topol: Konec masopustu, režie: Martin Františák, premiéra: 19. října 2018, role: Cihlář
- 2019 Ingmar Bergman – Jan Vedral: Fanny a Alexandr, režie: Pavel Khek, česká premiéra: 8. března 2019, role: Gustav Adolf Ekdahl
- 2020 Milan Uhde – Miloš Štědroň: Balada pro banditu, režie: Juraj Deák, premiéra: 2. října 2020, role: Mageri
- 2021 Nathaniel Richard Nash: Obchodník s deštěm, režie: Juraj Deák, premiéra: 1. září 2021, role: H. C. Curry
- 2022 Karel Kraus – Zdeněk Mahler podle Johanna Nepomuka Nestroye: Provaz o jednom konci, režie: Radovan Lipus, premiéra: 4. března 2022, role: Sluha
- 2024 Tracy Letts: Srpen v zemi indiánů, režie: Petr Svojtka, premiéra: 22. března 2024, role: Charlie Aiken

### Národní divadlo
- 2012 Eugène Ionesco: Nosorožec, Jean, Nová scéna ND, režie Gábor Tompa

## Filmografie (výběr)
- 1993 Kruté proměny
- 1993 Zobani
- 1997 Četnické humoresky – TV seriál, část Grunt
- 2002 Výlet
- 2005 Sluneční stát
- 2004 Pojišťovna štěstí (TV seriál)
- 2003 Pátek čtrnáctého
- 2006 Hezké chvilky bez záruky
- 2006 Horákovi (TV seriál)
- 2007 Hraběnky (TV seriál)
- 2009 Muži v říji
- 2009 Dům U Zlatého úsvitu (TV film)
- 2009 Vyprávěj (TV seriál)
- 2011 Bastardi 2
- 2012 Bastardi 3
- 2013 Sanitka 2 (TV seriál)
- 2013 České století (TV seriál)
- 2014 Případy 1. oddělení (TV seriál)
- 2014 Fair Play
- 2014 Život a doba soudce A. K. (TV seriál)
- 2015 Americké dopisy (TV film)
- 2016 Lída Baarová
- 2016 Pět mrtvých psů (TV minisérie)
- 2016 Anthropoid
- 2016 Prázdniny v Provence
- 2018 Vzteklina (seriál)
- 2019 Lajna (seriál)
- 2019 Léto s gentlemanem
- 2020 Šarlatán
- 2020 Casting na lásku
- 2020 Poldové a nemluvně (TV seriál)
- 2020 Zrádci (TV seriál)
- 2021 Hlava Medúzy (TV seriál)
- 2021 Osada (TV seriál)
- 2021 Jako letní sníh
- 2021 Promlčeno
- 2023 Bastardi 4: Reparát
- 2025 Krtkův svět

## Rozhlasové role
- 2005 Marco Polo: Milión. O záležitostech Tatarů a východních Indií, čtrnáctidílná četba na pokračování. Četli: Rudolf Pellar, Miroslav Středa, Pavel Soukup a Igor Bareš. Překlad: Miroslava Mattušová, režie: Hana Kofránková
- 2013 William Shakespeare: Julius Caesar. Přeložil, pro Český rozhlas upravil a režii má Jiří Josek. Dramaturg Hynek Pekárek. Hudba Milan Svoboda. Osoby a obsazení: Trebonius (Michal Pavlata), Decius (Jaromír Meduna), Julius Caesar (Alois Švehlík), Casca (Pavel Nečas), Calpurnia, Caesarova manželka (Apolena Veldová), Marcus Antonius (Igor Bareš), Marcus Brutus (Radek Valenta), Cassius (Ivan Řezáč), Lucius (Martin Sucharda), Porcia, Brutova manželka (Lucie Štěpánková), věštec (Stanislav Oubram), Artemidorus (Ilja Racek), Caesarův sluha (Miroslav Hruška), Antoniův sluha (Michal Slaný) a další. (101 min)[3]
- 2016 seriál Toulky českou minulostí provázel spolu s Ivanou Valešovou, Františkem Derflerem a Josefem Veselým – podílel se na 700 dílech. Nakladatelstvím Radioservis byly CD s tímto titulem oceněny v roce 2016 Zlatou deskou.
- Stal se Mistrem slova ve stejnojmenné edici, načetl audioknihu Konečná diagnóza. Naše nejlepší herecké hlasy, které jsou nám tak blízké, namlouvají své oblíbené knihy a významná literární díla, která je oslovila, ovlivnila a k nimž se třeba i rádi vracejí. Načetl také audioknihu Zlomené srdce, audioknihu Ztracený (2019, Audiotéka), audioknihu Žena mého života (Audiotéka, 2020) a titul Nikdo není doma (Audiotéka, 2020).
- 2019 Neil Simon: Apartmá v hotelu Plaza, třídílné rozhlasové zpracování (1. díl: Host z lepších kruhů, 2. díl: Host z Hollywoodu, 3. díl: Svatební hosté), Překlad: Ivo T. Havlů, hudba: Kryštof Marek, dramaturg: Martin Velíšek, režie: Dimitrij Dudík, premiéra: 29. 12. 2019, hrají: Bára Hrzánová, Igor Bareš, Jan Battěk, Andrea Elsnerová, Lucie Pernetová, Michal Dlouhý, Zuzana Slavíková, Marek Holý, Václav Kopta.[4]
- 2020 – Alois Jirásek: Lucerna (Mušketýr)[5]
- 2021 Daniel Defoe: Deník morového roku, Český rozhlas, patnáctidílná četba na pokračování. Z překladu Františka Fröhlicha pro rozhlas upravila Alena Heroutová, v režii Vlada Ruska četl Igor Bareš.[6]